# Thomas Slentz
Thomas Slentz († 17. Februar 1500 bei Hemmingstedt) war ein deutscher Landsknechtführer.

## Der Name
Für den Namen des Obersten Slentz finden sich alternativ die Schreibformen Slenitz, Slins, Schlinitz und Schlentz, meistens wird er jedoch Junker Slentz genannt. Thomas Slentz war angeblich Kölner, doch eine genaue Genealogie lässt sich nicht vornehmen. Die Provenienz des Namens weist eher nach Osten (Schleinitz bei Meißen).

## Leben
Slentz soll vergleichsweise groß gewesen sein. Er wird oft als kriegserfahren, tapfer, umsichtig, unverzagt und als guter Taktiker beschrieben. Der Geschichtsschreiber Petrus Sax nannte ihn einen vir bellicosus et virtute bellica ornatissimus. Als Landsknechtführer muss er zudem geschäftsmännisch begabt gewesen sein sowie einen Sinn für Politik und gute Beziehungen zu den Territorialfürsten unterhalten haben.
Als Oberst eines berühmten Eliteheeres, der sogenannten Schwarzen Garde, ist Slentz erstmals für das Jahr 1495 neben Nithardt Fux bezeugt. Bei dieser Magna Guardia oder Schwarzen Garde handelte es sich um einen Landsknechtverband aus dem niederländischen Raum, der an der friesisch-sächsischen Nordseeküste operierte und auf den Einsatz gegen rebellierende Bauern spezialisiert war. Während die Söldner aus vielen verschiedenen Nationen stammten, waren die Offiziere zumeist Deutsche.
Ab 1497 war die Garde unter Slentz – Nithardt Fux war bereits bei einem früheren Scharmützel gefallen – im Dienste des dänischen Königs Johann I. als Kern dessen Truppen siegreich und kämpfte für diesen u. a. gegen den schwedischen Reichsverweser Sten Sture den Älteren.
In Volksliedern, die die Schwarze Garde besingen, wird zudem ein übermäßiger Luxus der Garde beschrieben. So heißt im Liede De könig wol to dem hertogen sprak... (Lied Nr. 218 in der Sammlung von Rochus von Liliencron), dass Slentzens Harnisch rot von Gold schimmerte.
In der Schwarzen Garde war außerdem sein Bruder, Jürgen Slentz, als Doppelsöldner beschäftigt sowie ein Kaplan gleichen Namens, Thomas Schlinitz, der auch ein Verwandter gewesen sein dürfte.

## Die Schlacht bei Hemmingstedt
Im Jahre 1500 kämpfte die Garde unter der Führung von Slentz im Auftrage von König Johann von Dänemark, Schweden und Norwegen gegen die Dithmarscher Bauern. Am 11. Februar überschritt das Heer die Grenze nach Dithmarschen. Die Dithmarscher hatten sich aus der Geest in die Marsch geflüchtet, sodass nur ein kleines Söldnerheer den Angreifern Widerstand leisten konnte. Daher konnte die Schwarze Garde ohne starke Gegenwehr am 12. Februar Windbergen und am 13. Februar Meldorf einnehmen. Dabei soll sie mit äußerster Brutalität vorgegangen sein und ein Blutbad angerichtet haben.
Slentz muss sich in Meldorf aufgrund des beginnenden Tauwetters gegen einen weiteren Vormarsch bei schlechtem Wetter ausgesprochen haben. Ein dahingehender Disput zwischen ihm und König Johann geht aus einem überlieferten Volkslied deutlich hervor.
Das Heer geriet am 17. Februar 1500 in einen Hinterhalt der Dithmarscher und wurde in der Schlacht bei Hemmingstedt fast vollständig aufgerieben. Eine Warnung Slentzens, wonach der 17. Februar der Allerseelentag wäre, was ein schlechtes Omen für das Unternehmen darstellen würde, ist hingegen eher in den Bereich der nachträglichen Mythenbildung zu verweisen. Hierzu gehört wohl auch eine andere Legende über den Junker Slentz: Slentzens Mutter sei einst geweissagt worden, dass ihr Sohn vor einer Mauer stürbe, die in einer Nacht erbaut worden wäre. Als Slentz dieser Worte eingedenk die von den Dithmarscher Bauern nächtlich errichtete Schanze an der Dusenddüwelswarf erblickte, habe er daher seinen bevorstehenden Tod erkannt, aber dennoch den Kampf aufgenommen und zu Ende geführt. Diese verklärende Schilderung seines Heldenmutes lässt Anklänge an die Darstellung in den nordischen Heldensagen (Hagen von Tronje) erkennen.

## Der Tod
Bei dem Versuch, diese Schanze zu stürmen und zu umfassen, fiel Slentz. Laut Petrus Sax wurde er von einem Dithmarscher vom Pferd geworfen, an der Gurgel erwischt, mit Füßen getreten und im Zweikampf getötet. (Petrus Sax, Dithmarsia, S. 94f.). Ähnlich schreibt es Neocorus, demzufolge Slentz im Zweikampf niedergeworfen und durch Fußtritte erstickt wurde.
Bereits im Dithmarscher Volkslied De könig wol to dem hertogen sprak... wird der Tod des Junkers verklärend dargestellt: Es bedarf des gleichzeitigen Angriffs dreier Gegner, bis der Herr der Garde endlich fällt. Ein wohl später entstandener Zusatz des Liedes nennt zudem den einen Namen des im Zweikampf mit dem Junker siegreichen Bauern, Reimer van Wiemerstedt. Gegen diese Darstellung spricht zum einen, dass hiernach Slentz den Zweikampf zu Pferde ausgetragen haben soll. Wahrscheinlicher ist es, dass er im Kampfe wie seinerzeit sein Vorgänger Fux abgesessen ist und sich mit seinem Spieß ins erste Glied eingereiht hat, wie es von seinem Hauptmann Eutz Beck bezeugt ist. Zum anderen berichtet Petrus Sax, dass Slentz von jemandem aus dem Kirchspiel Neuenkirchen getötet wurde, zu dem Wiemerstedt allerdings nicht gehört.
Obwohl in den späteren Volksliedern der Dithmarscher die Schwarzen Garde immer nur mit Schrecken und Abscheu genannt wird, behält Slentz in diesen Liedern einen guten Namen. Der tapfer untergegangene Gegner wird dabei zu einer Gestalt mit den tragischen Zügen der Heldensage hochstilisiert.